# Epyllion
Epyllion (Grieks: ἐπύλλιον, dit is een diminutief van ἔπος) of epyllium (Latijn: epyllium, meervoud in beide gevallen epyllia) is de naam die in de antieke letterkunde meestal gegeven wordt aan een kort, slechts 100 à 600 versregels tellend episch gedicht, handelend over een episode uit de mythologie of een sage, en dat evenals het epos in dactylische hexameters is geschreven.

 Het epyllion was bijzonder populair in de hellenistische periode, toen langere gedichten meestal als ouderwets werden beschouwd.

## Kenmerken
De meeste bewaard gebleven epyllia vertonen een digressie (een dialoog, een monoloog, een beschrijving van een kunstwerk, en dergelijke …) die in contrast staat met het hoofdthema. Deze schijnt als een vast en noodzakelijk bestanddeel van het genre beschouwd te zijn, hoewel ze in Theocritus' Hylas ontbreekt.
Al naargelang van de wijze waarop het thema wordt uitgewerkt, onderscheidt men een idyllisch en een psychologisch epyllion.

## Vertegenwoordigers
De belangrijkste beoefenaars van het genre waren:
- in het Grieks: Theocritus, Moschus, Callimachus en Euphorion
- in het Latijn: Catullus, Vergilius, Gallus en Ovidius …
- in het Nederlands publiceerde Benno Barnard enkele epyllions.